# Шеин, Андрей Иванович
Андрей Иванович Шеин (? — 2-я пол. 1568) — русский военный и государственный деятель, сын боярский и голова, затем дворянин московский и воевода, боярин в царствование Ивана Васильевича Грозного.

## Происхождение
Московский дворянин из рода Шеиных, одной из ветвей дворян Морозовых. Старший из трёх сыновей воеводы и боярина Ивана Дмитриевича Шеина (ум. 1556). Андрей Иванович — потомок X колене от Михаила Прушанина, новгородца, героя Невской битвы (1240), и правнук Василия Михайловича Морозова-Шеи, от прозвища которого ведётся фамилия. Братья — Иван Клепик и Алексей.

## Служба
В июне-июле 1555 года Андрей Иванович Шеин упоминается в свите царя Ивана Грозного рындой «у другова саадака» во время похода русской рати из Москвы через Коломну к Туле, против крымского хана. В июне 1556 года упоминается в свите царя рындой с копьем во время серпуховского похода против крымских татар, затем из-под Серпухова отправлен первым воеводой в Пронск.
В июле 1557 года Андрей Иванович Шеин упоминается в царской свите рындой с копьем во время коломенского похода против крымских татар.
В 1559 году воевода А. И. Шеин участвовал в ливонском походе «к Новугороду к немецкому и к Юрьеву» с большим полком третьим воеводой.

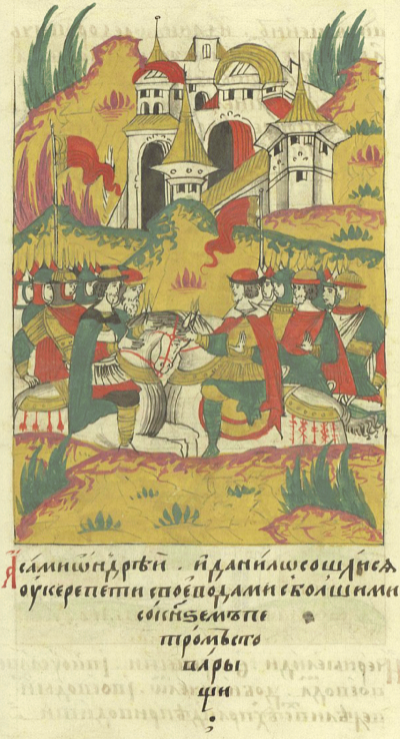
Встреча Андрея Ивановича Шеина и Даниила Фёдоровича Адашева во время Ливонского похода

В 1565 году отправлен вторым воеводой в Свияжск. Пожаловано в поместье села Теньки Новые (ныне Теньки) и Шигалеево Сюлеменово (ныне Старое Шигалеево).
В 1567 году — второй воевода передового полка в Коломне. В 1568 году боярин Андрей Иванович Шеин был осужден по делу конюшего И. П. Челяднина и казнен. Потомства не оставил.